# Belemhokko
Der Belemhokko (Crax fasciolata pinima) ist eine äußerst seltene, vom Aussterben bedrohte, Unterart des Nacktgesichthokkos. Er ist im Nordosten von Brasilien endemisch und war zwischen 1978 und 2017 nur von Exemplaren in menschlicher Obhut bekannt. Die IUCN Red List klassifiziert ihn als eigenständige Art.

## Merkmale
Der Belemhokko erreicht eine Körperlänge von 65 cm. Das Männchen ist überwiegend schwarz, einschließlich des gekräuselten Kammes aus länglichen Federn. Der Steiß ist weiß. Die unbefiederte Haut um das Auge ist schwarz, der Schnabelansatz gelb. Das Weibchen hat eine dunkle Oberseite mit einer schmalen hellen Bänderung sowie einen eingerollten Kamm aus länglichen schwarz-weißen Federn. Die Unterseite von der Unterbrust bis zum Steiß hell gelbbraun bis weißlich. Die Wachshaut ist gelblich.
Das deutlichste Unterscheidungsmerkmal zwischen Belemhokko und Nackgesichthokko ist die Körperlänge. Beim Belemhokko erreichen die Weibchen eine Flügellänge von 295 mm (gegenüber 349 mm) und eine Schwanzlänge von 302 mm (gegenüber 347 mm). Die Oberseite ist viel dunkler mit einer stark reduzierten Bänderung, die am Unterschwanz nahezu fehlt. Die Unterseite ist viel heller, fast weißlich im Gegensatz zum rostigbraunen Bauch des Nackgesichthokkoweibchens.

## Verbreitungsgebiet
Der Belemhokko kommt im Nordosten von Pará (östlich des Unterlaufs des Rio Tocantins) und im Nordosten von Maranhão vor.

## Stimme
Der Alarmruf des Belemhokkos wurde im November 2017 aufgezeichnet. Etwaige Unterschiede zur Stimme des Nacktgesichthokkos sind gegenwärtig unbekannt.

## Lebensraum
Der Belemhokko bewohnt feuchte, sommergrüne Wälder und Galeriewälder. Er wurde oft an Waldrändern beobachtet.

## Nahrungsverhalten
Der Belemhokko ernährt sich von Früchten und vermutlich auch von anderen Dingen, darunter Blätter und anderes mehr. Er geht am Boden auf Nahrungssuche.

## Fortpflanzungsverhalten
Über die Brutbiologie ist nichts bekannt.

## Status
In der IUCN Red List wird der Belemhokko in der Kategorie vom Aussterben bedroht (critically endangered) klassifiziert. Er ist auf eine Region in Belém beschränkt, die eine Fläche von 243.000 km² umfasst. In der Vergangenheit wurde in dieser Region mehr Wald abgeholzt als in jedem anderen Teil des Amazonasbeckens, wobei weniger als 25 % des ursprünglichen Primärwaldes erhalten geblieben sind. Der größte Teil des verbliebenen Waldes ist stark fragmentiert und durch wiederholte selektive Abholzung, Feuer, Jagd und Gewinnung von Nichtholzprodukten aus dem Wald degradiert. Der Belemhokko galt in den frühen 1970er Jahren als nahezu ausgestorben, wurde aber 1977 in den Wäldern des Rio Pindaré im Bundesstaat Maranhão, und 1978 in Ourém im Bundesstaat Pará noch in angemessener Zahl beobachtet. Von da an bis Ende 2017 gab es keine eindeutigen Nachweise, obwohl lokale Jäger behaupteten, die Art in den Waldreservaten der Agropalma-Gruppe in Tailândia, Pará, angetroffen zu haben. Es wurde vermutet, dass die Art im biologischen Reservat von Gurupi im Westen von Maranhão überlebt, wo sie schließlich Mitte November 2017 während einer gezielten Untersuchung wiederentdeckt wurde. Es wird angenommen, dass die Population kaum mehr als 30 geschlechtsreife Individuen umfasst. Der Belemhokko wurde bisher nur selten in menschlicher Obhut gehalten, wurde aber offenbar in privaten Sammlungen in Brasilien und Mexiko gezüchtet.